# Antonio Rosmini

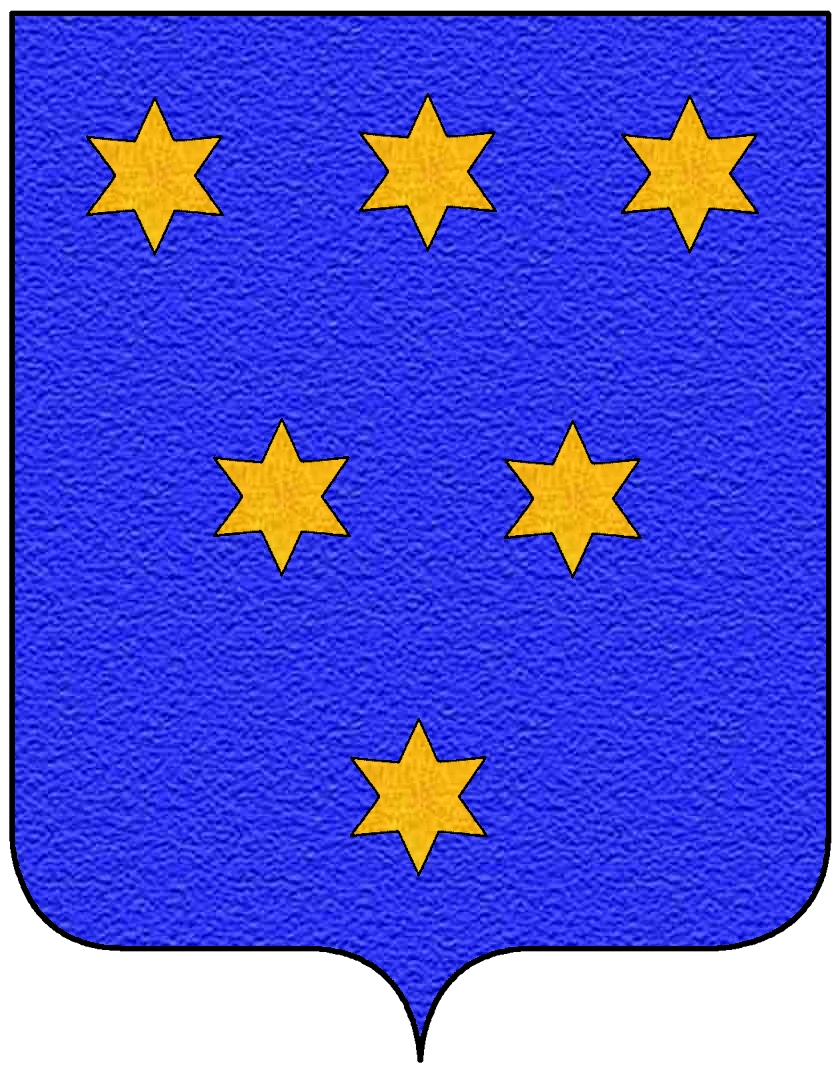
Stemma Rosmini

Antonio Francesco Davide Ambrogio Rosmini Serbati (Rovereto, 24 marzo 1797 – Stresa, 1º luglio 1855) è stato un filosofo, teologo e presbitero italiano. Papa Benedetto XVI lo ha beatificato il 18 novembre 2007.

## Biografia

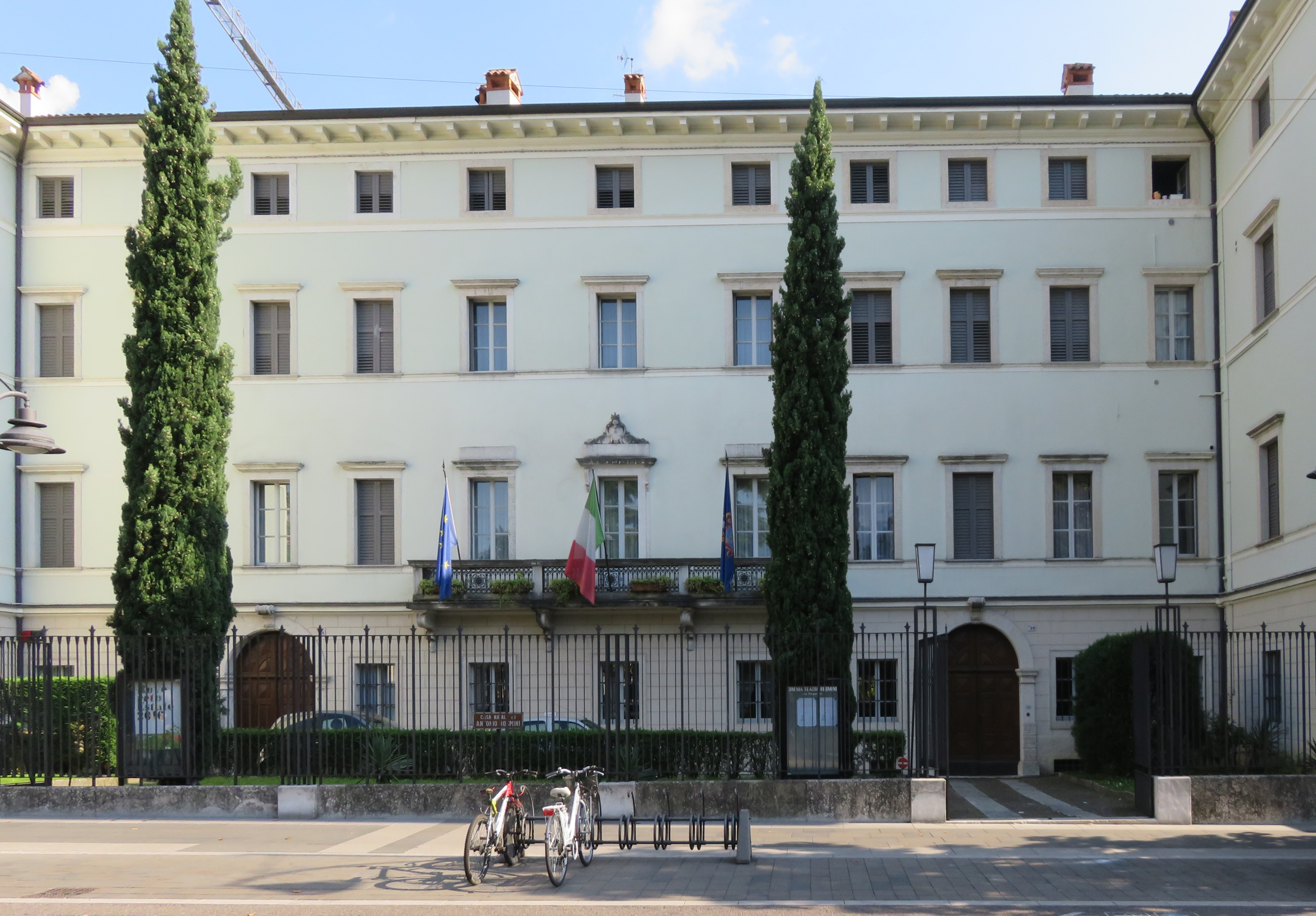
Casa natale di Antonio Rosmini, in corso Rosmini, a Rovereto

Fu secondogenito di Pier Modesto e di Giovanna dei Conti Formenti di Biacesa in Valle di Ledro, nipote di Ambrogio Rosmini, e al momento della sua nascita avvenuta il 24 marzo 1797, Rovereto faceva parte del dominio delle forze napoleoniche, che l'avevano strappato all'Impero austriaco. In quegli anni il Trentino fu terra di confine ora Tirolese (Tirolo italiano) ora appartenente al regno d'Italia, con capitale Milano.
Della sua nascita, Rosmini renderà sempre grazie a Dio poiché «Egli la fece coincidere con la vigilia della Beata Maria Vergine Annunziata». Viveva con sua sorella maggiore Margherita, entrata nelle Suore di Canossa, e con suo fratello più piccolo, Giuseppe.
Rosmini, terminato l'Imperial Regio Ginnasio di Rovereto, al tempo città della Contea del Tirolo, compì gli studi giuridici e teologici presso l'Università degli Studi di Padova e manifestò il desiderio di diventare sacerdote. A questo proposito i famigliari raccontavano come, fin dalla più tenera età, Rosmini leggesse alla luce della sua aureola.
Nel giugno 1820, in occasione della venuta a Rovereto del vescovo di Chioggia Giuseppe Manfrin Provedi per consacrare la chiesa di Santa Maria del Carmine e la chiesa di Santa Croce, appartenente all'omonimo Monastero, Antonio Rosmini, prendendo parte alla cerimonia, ottenne da monsignor Manfrin il diaconato ed in seguito, a Chioggia, il 21 aprile 1821 ricevette l'ordinazione sacerdotale.
Intanto iniziò a mostrare una profonda inclinazione per gli studi filosofici, incoraggiato in tal senso da papa Pio VII.

Dal 1826 si trasferì a Milano dove strinse un profondo rapporto d'amicizia con Alessandro Manzoni che di lui ebbe a dire: «è una delle sei o sette intelligenze che più onorano l'umanità». Manzoni assistette Rosmini sul letto di morte, da cui trasse il testamento spirituale: 
Gli scritti di Antonio Rosmini destarono l'ammirazione, tra gli altri, anche di Giovanni Stefani, Niccolò Tommaseo e Vincenzo Gioberti dei quali pure divenne amico.
Nel 1828, dopo aver dovuto lasciare il Trentino, per motivi di forte ostilità per le sue posizioni incontrati da parte del vescovo di Trento, il beato Giovanni Nepomuceno de Tschiderer, fondò al Sacro Monte Calvario di Domodossola la congregazione religiosa dell'Istituto della carità, detta dei "Rosminiani". Le Costituzioni della nuova famiglia religiosa, contenute in un libro che curò per tutta la vita, furono approvate da papa Gregorio XVI nel 1839. Nel 1831 comperò e fece restaurare e decorare la chiesa di Santa Margherita di Trento.
A Borgomanero svolge la sua attività di insegnamento e di guida spirituale in un collegio rosminiano, coadiuvato dalla reverenda madre Maria O. Bufalo, il "Collegio Rosmini", regolato dalla congregazione delle Suore della Provvidenza rosminiane.
Nel 1848 svolse una missione diplomatica per conto del Re di Sardegna Carlo Alberto presso la Santa Sede. Nello stesso anno riceve in dono da Anna Maria Bolongaro palazzo Bolongaro, la villa più antica di Stresa, divenuto poi il centro internazionale di studi rosminiani in corso Umberto I. Nella villa Rosmini vivrà dal 1851 sino alla morte.
Il filosofo fu presidente dell'Accademia Roveretana degli Agiati ed il suo posto, anni dopo la sua morte, dal 1872 al 1888, fu assunto da don Francesco Paoli, suo segretario ed esecutore delle volontà, già direttore di Casa Rosmini. Tra le volontà del filosofo vi fu anche quella di donare alla città di Rovereto un terreno nell'attuale zona di Santa Maria per costruirvi l'ospedale cittadino, e don Paoli onorò tale decisione.
Rosmini è sepolto nel santuario del Santissimo Crocifisso di Stresa. Nella stessa chiesa si trovano le spoglie di Clemente Rebora.

## Pensiero

### Filosofia
Rosmini portò avanti tesi filosofiche tese a contrastare sia l'illuminismo che il sensismo. Sottolineando l'inalienabilità dei diritti naturali della persona, fra i quali quello della proprietà privata, entrò in polemica con il socialismo e il comunismo, postulando uno Stato il cui intervento fosse ridotto ai minimi termini. Nelle sue teorie il filosofo seguì le concezioni di Sant'Agostino e di San Tommaso, rifacendosi anche a Platone.
Gli esordi filosofici di Antonio Rosmini si ricollegano a Pasquale Galluppi, sia pure polemicamente, in quanto Rosmini avverte con ogni chiarezza come risulti insostenibile una posizione di integrale sensismo gnoseologico.
La necessità di concepire una funzione ordinatrice dell'esperienza, e a questa precedente, porta Rosmini a guardare con interesse la filosofia di Kant. Tuttavia non è soddisfatto di ciò che lui chiama l'innatismo kantiano, legato ad una pluralità imbarazzante e precaria di categorie. Le quali, d'altra parte, gli sembrano fallire lo scopo di far conoscere il reale quale esso è, per la necessaria introduzione di modifiche soggettive nell'atto stesso del conoscere.

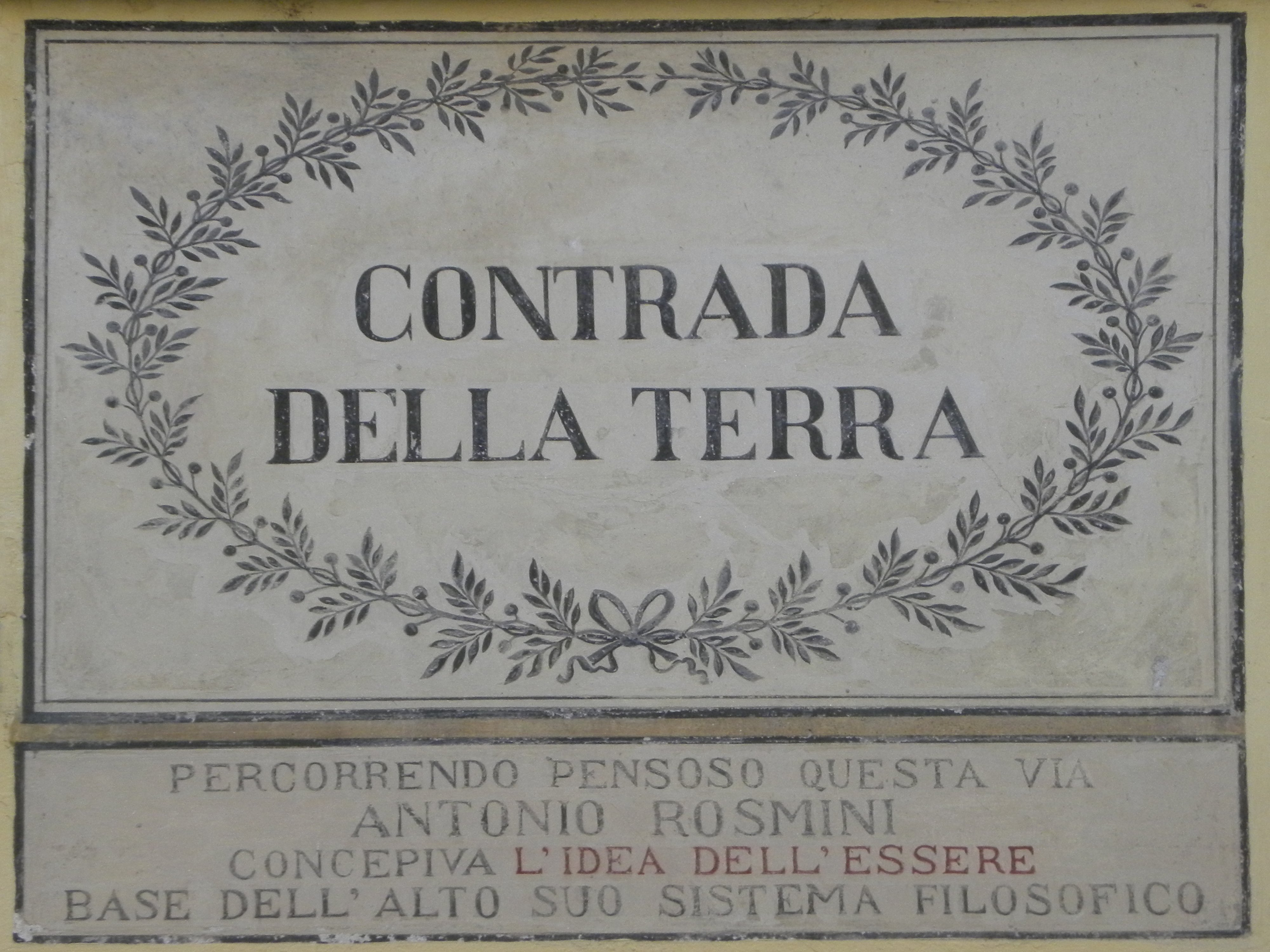
Contrada della Terra, a Rovereto. Memoria storica della presenza di Antonio Rosmini.

Il problema filosofico di Rosmini si configurava perciò come quello di garantire oggettività alla conoscenza. La soluzione non potrà essere trovata, stante il rifiuto della trascendentalità kantiana e dei connessi sviluppi, se non in una ricerca ontologica, in un principio oggettivo di verità, che riesca ad illuminare l'intelligenza in quanto le si proponga con immediata evidenza, universalità e immutabilità.
Questo principio è per Rosmini l'idea dell'essere possibile, che da indeterminato contenuto dell'intelletto, quale originariamente è, si fa determinato allorché viene applicato (come funzione trascendentale) ai dati forniti dai sensi. Essa precede e informa di sé tutti i giudizi con cui affermiamo che qualche cosa particolare esiste.
L'idea dell'essere, dunque, costituisce l'unico contenuto della mente che non abbia origine dai sensi, ed è perciò un'intuizione innata (Nuovo saggio sull'origine delle idee, del 1830).
Ma qui i problemi del kantismo, che sembrano superati o almeno messi da parte, si riaffacciano con urgenza: di fronte al mero ricevere dati, di cui parlava il sensismo, Rosmini ha chiarito che la mente umana nel suo uso conoscitivo formula giudizi, in cui l'idea dell'essere ha funzione di predicato, cioè di categoria, e la sensazione è il soggetto, di cui si predica qualche cosa. Nel giudizio, inoltre, il predicato si determina e la sensazione si certifica: se questa è la funzione propria del giudicare, ogni concetto non può sussistere che come predicato di un giudizio; né a questa necessità sembra potersi sottrarre il concetto di essere, che è dato solo nell'attività giudicante, come forma del giudizio.
Rosmini tuttavia non accetta tale riduzione, ed esclude proprio il predicato di esistenza della funzione del giudizio, continuando ad attribuirgli una natura oggettiva e trascendente. È l'essere trascendente che si rivela all'uomo, lo illumina e gli permette di pensare. Chi lo neghi come il nichilismo, cade in una vuota posizione nullista.
Rosmini in tal modo superava il kantismo in una visione idealistica, conciliandolo col neoplatonismo della tradizione agostiniana, secondo cui Dio infonde nell'uomo la luce che rendendo intellegibile il mondo, lo fa anche venire all'essere. In lui è presente inoltre una certa vicinanza alle posizioni gianseniste, condivise col Manzoni.
Accanto a questa ontologia, l'etica di Rosmini si sviluppa come etica caritativa (Principio della scienza morale, 1831).

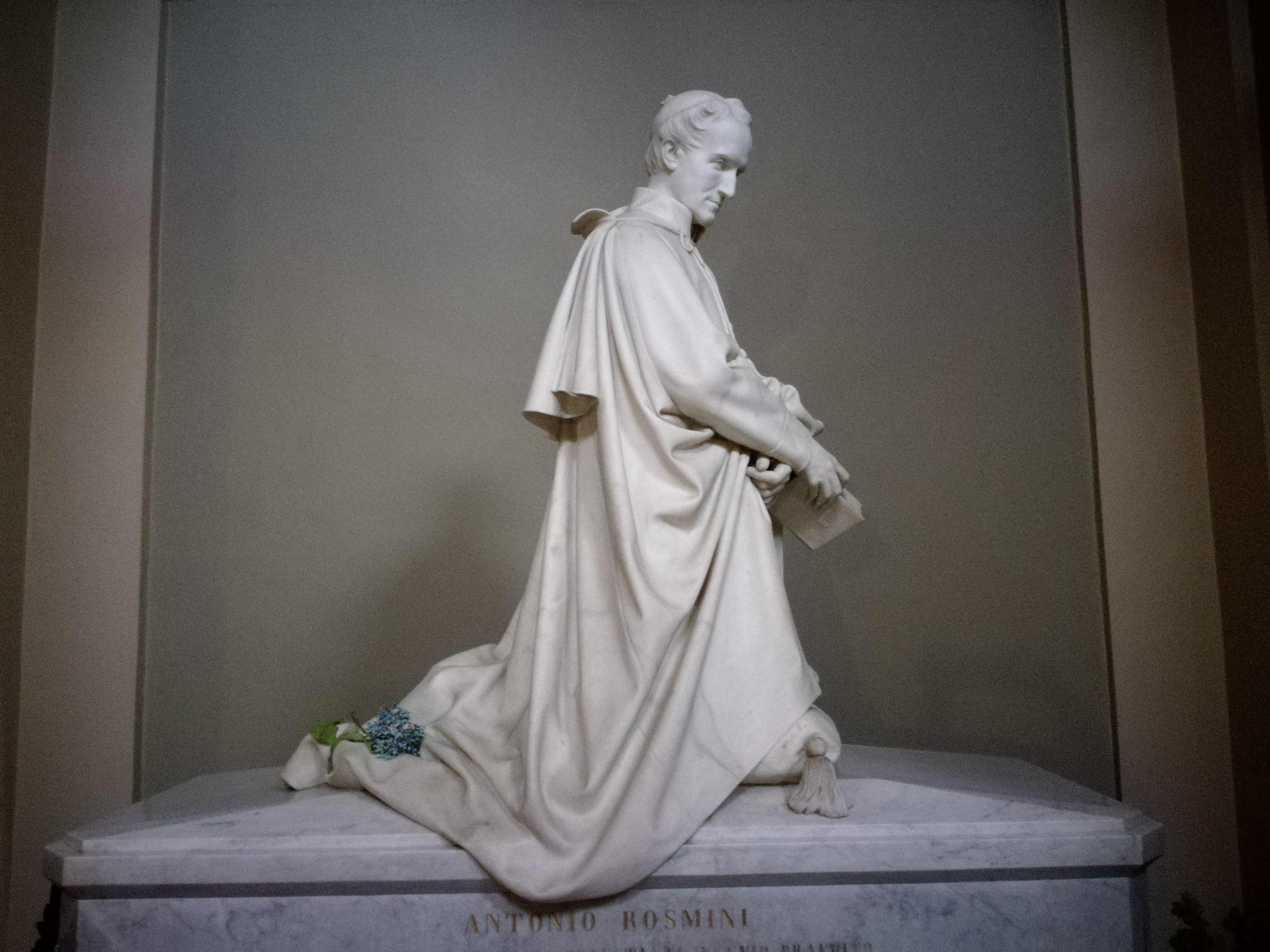
Monumento sepolcrale di Antonio Rosmini, Vincenzo Vela, Stresa

### Politica
Rosmini dedicò alla politica una breve ma intensa fase della sua vita. Seguì papa Pio IX riparato a Gaeta dopo la proclamazione della Repubblica Romana, ma la sua formazione attestatasi su ferme posizioni di cattolicesimo liberale era tale per cui fu costretto a ritirarsi sul Lago Maggiore, a Stresa. Tuttavia, quando Pio IX volle istituire dopo il 1849 una commissione incaricata della preparazione del testo per la definizione del dogma dell'Immacolata Concezione, nonostante ben due sue opere (Le cinque piaghe della Chiesa e La costituzione secondo la giustizia sociale) fossero all'Indice, Rosmini fu chiamato a prendere parte a tale commissione.
In generale, Rosmini era favorevole allo Stato costituzionale (prediligendo la monarchia costituzionale, con qualche riserva sulle degenerazioni del sistema democratico) e anche alla separazione tra Stato e Chiesa (sebbene non "assoluta": contrario alla religione di Stato, era comunque convinto di un necessario primato del cattolicesimo per orientare correttamente la società). La sua grande polemica fu diretta verso chi, da una parte e dall'altra, sosteneva una società da lui definita "perfettista". Criticò ad esempio il socialismo e il comunismo e la loro affermazione del primato dello Stato sulla persona, difendendo la liceità naturale della proprietà privata ed il liberalismo economico.
Continuò a vivere a Stresa, fecondo nel perseguire il perfezionamento del suo sistema di pensiero con opere come Logica (1853) e Psicologia (1855), sino alla morte.

## Opere

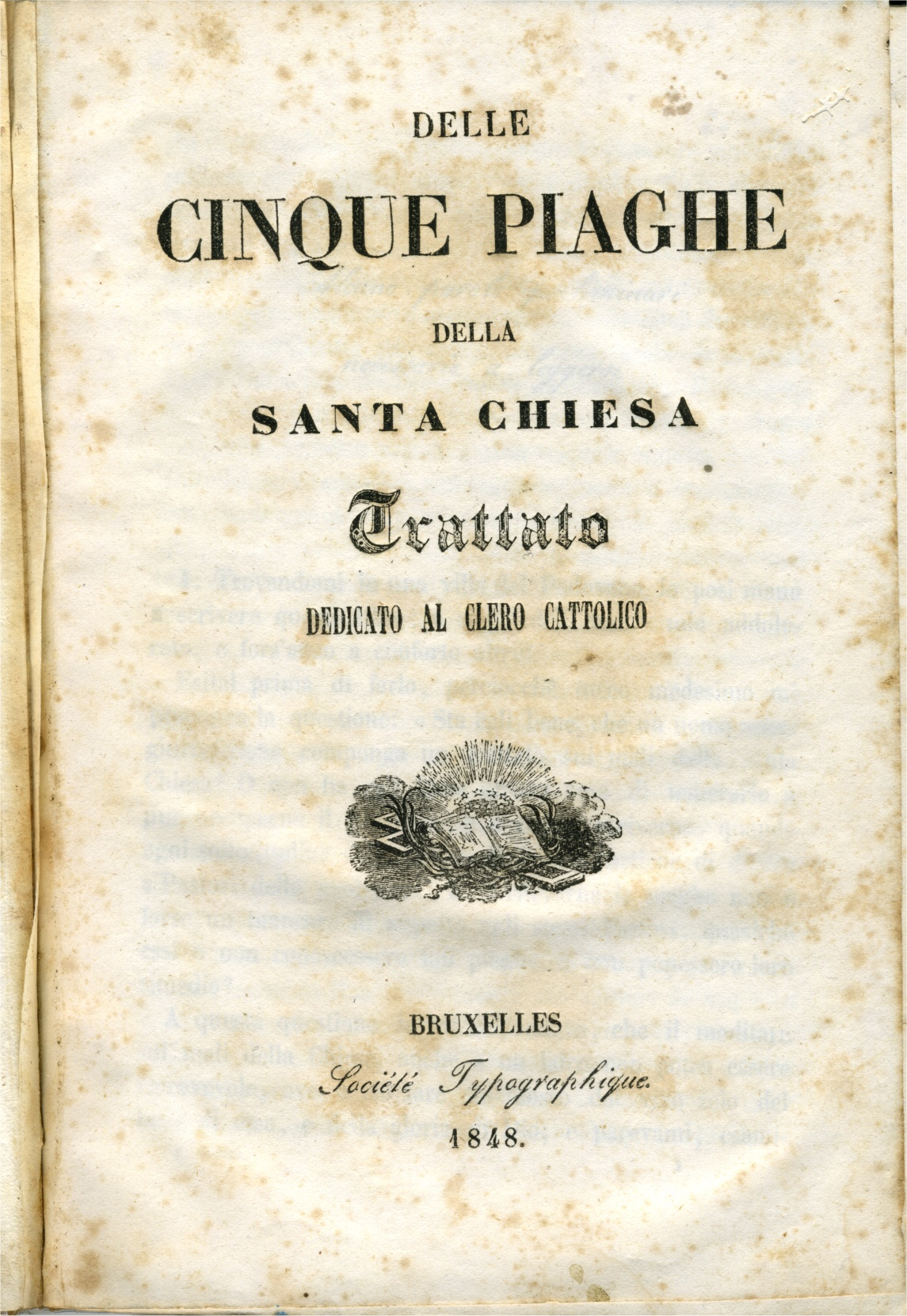
Frontespizio dell'opera Delle cinque piaghe della santa chiesa edizione di Bruxelles (1848)

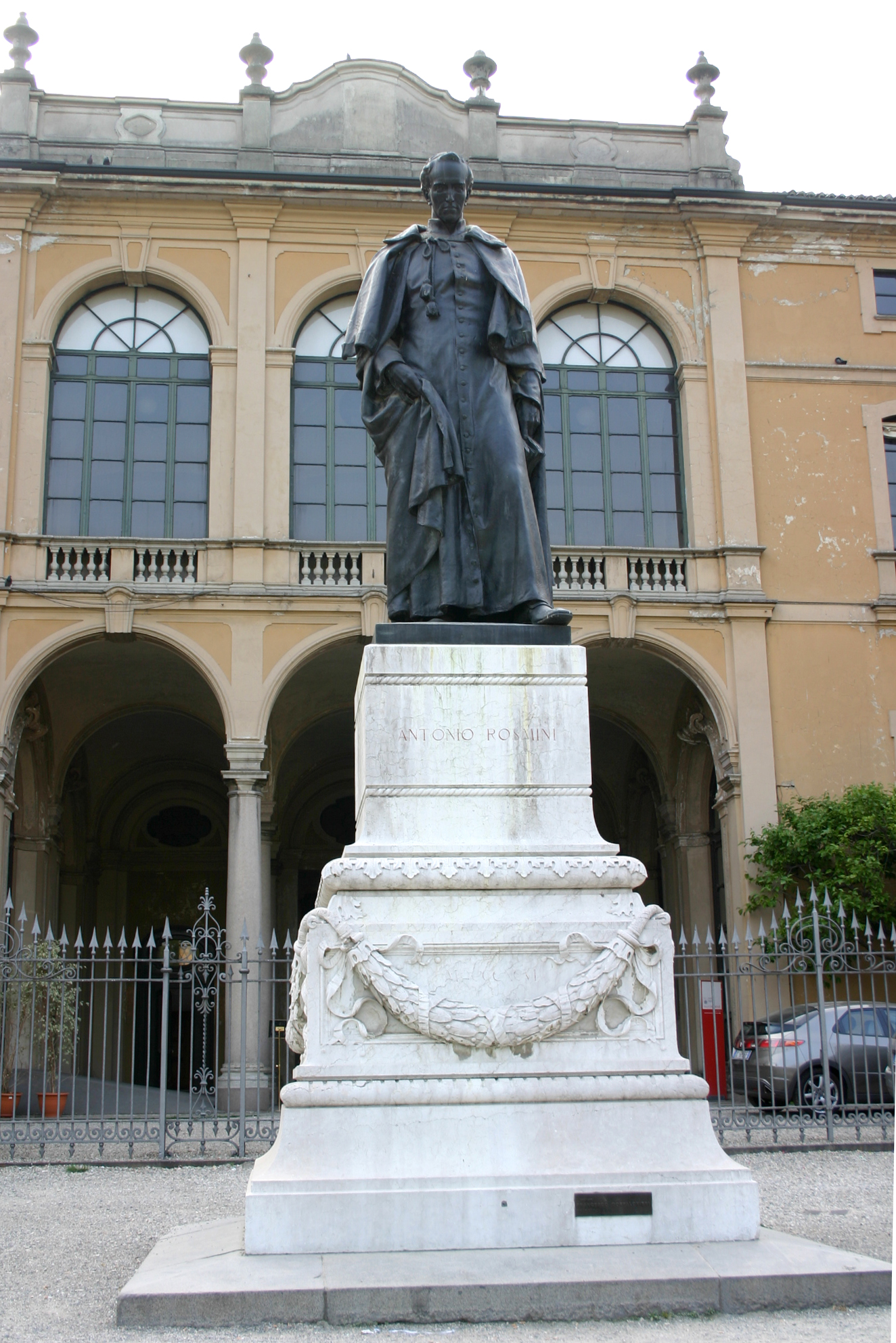
Monumento a Rosmini a Milano (1896)

Sono numerosissimi gli scritti di Antonio Rosmini; certamente il più importante a livello ascetico e spirituale sono le Massime di Perfezione Cristiana, su cui anche papa Giovanni XXIII fece delle riflessioni prima di morire.
Gli costarono la messa all'Indice dei libri proibiti le opere Delle Cinque Piaghe della Santa Chiesa e Della Costituzione secondo la giustizia sociale.
In ambito filosofico meritano di essere ricordati:
- Nuovo saggio sull'origine delle idee, 1830
- Principii della scienza morale, 1831
- Filosofia della morale, 1837
- Antropologia in servigio della scienza morale, 1838
- Filosofia della politica, 1839
- Trattato della coscienza morale, 1839
- Filosofia del diritto, 1841-1845
- Teodicea, 1845
- Sull'unità d'Italia, 1848
- Il comunismo e il socialismo, 1849
- Teosofia (incompiuta e pubblicata postuma)

### Massime di perfezione cristiana
Le Massime di perfezione cristiana furono scritte da Rosmini per definire il fondamento spirituale sul quale tutti i cristiani potessero avere un cammino nella perfezione.
Nel Vangelo stesso è scritto: "Siate perfetti come è perfetto il vostro Padre celeste" (Mt 5,48)
1ª Massima: Desiderare unicamente ed infinitamente di piacere a Dio, cioè di essere giusto.
2ª Massima: Orientare tutti i propri pensieri e le azioni all'incremento e alla gloria della Chiesa di Cristo.
3ª Massima: Rimanere in perfetta tranquillità circa tutto ciò che avviene per disposizione di Dio riguardo alla Chiesa di Cristo, lavorando per essa secondo la chiamata di Dio.
4ª Massima: Abbandonare se stesso nella Provvidenza di Dio.
5ª Massima: Riconoscere intimamente il proprio nulla.
6ª Massima: Disporre tutte le occupazioni della propria vita con uno spirito di intelligenza.

### Delle Cinque Piaghe della Santa Chiesa

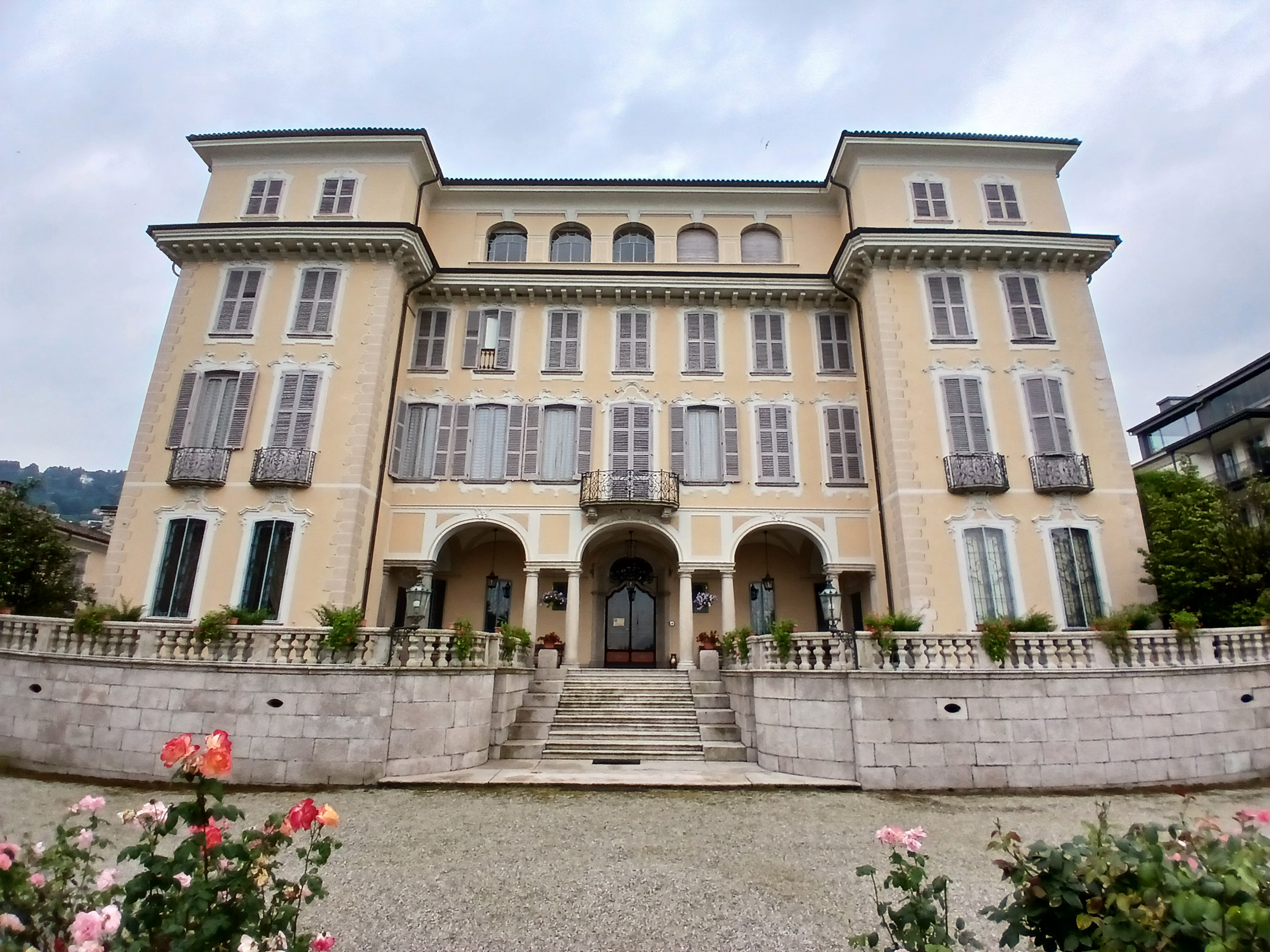
La dimora storica dove morì Rosmini, attuale centro internazionale di studi rosminiani

L'opera è suddivisa in cinque capitoli (corrispondenti ciascuna ad una piaga, paragonata alle piaghe di Cristo). In ogni capitolo la struttura è la medesima:
- un quadro ottimistico della Chiesa antica
- segue un fatto nuovo che cambia la situazione generale (invasioni barbariche, nascita di una società cristiana, ingresso dei vescovi nella politica)
- la piaga
- i rimedi.

Prima piaga. È la divisione del popolo dal clero nel culto pubblico.
Nell'antichità il culto era un mezzo di catechesi e formazione e il popolo partecipava al culto. Poi, le invasioni barbariche, la scomparsa del latino, la scarsa istruzione del popolo, la tendenza del clero a formare una casta hanno eretto un muro di divisione tra il popolo e i ministri di Dio. Rimedi proposti: insegnamento del latino, spiegazione delle cerimonie liturgiche, uso di messalini in lingua volgare.
Seconda piaga. Insufficiente educazione del clero.
Se un tempo i preti erano educati dai vescovi, ora ci sono i seminari con "piccoli libri" e "piccoli maestri": dura critica alla scolastica, ma soprattutto ai catechismi. Rimedio: necessità di unire scienza e pietà.
Terza piaga. Disunione tra i vescovi.
Critica serrata ai vescovi dell'ancien régime: occupazioni politiche estranee al ministero sacerdotale, ambizione, servilismo verso il governo, preoccupazione di difendere ad ogni costo i beni ecclesiastici, "schiavi di uomini mollemente vestiti anziché apostoli liberi di un Cristo ignudo". Rimedi: riserve sulla difesa del patrimonio ecclesiastico, accenni espliciti di consenso alle tesi dell'Avenir sulla rinunzia alle ricchezze e allo stipendio statale per riavere la libertà.
Quarta piaga. La nomina dei vescovi lasciata al potere temporale.
Rosmini compie un'approfondita analisi storica sull'evoluzione del problema e critica i concordati moderni con cui la S. Sede ha ceduto la nomina al potere statale (e, accenna prudentemente, per avere compensi economici). Rimedi: propone un ritorno all'elezione dei vescovi da parte dei fedeli.
Quinta piaga. La servitù dei beni ecclesiastici.
Rosmini sostiene la necessità di offerte libere, non imposte d'autorità con l'appoggio dello Stato, rileva i danni del sistema beneficiale, propone la rinuncia ai privilegi e la pubblicazione dei bilanci.

## Fortuna
Rosmini restò a lungo ignorato dalla storia della filosofia cattolica, accusato di essere idealista e fenomenista, nonché difforme dal canone neotomista allora imperante, mentre fu notevole il suo influsso esercitato sui pensatori del Risorgimento italiano come Manzoni, Gioberti, Mamiani, Tommaseo.
Per il filosofo Giovanni Gentile, le opere di Rosmini segnarono «l'inizio del risorgimento filosofico italiano», insieme a quelle di Pasquale Galluppi. Tra gli altri, Ugo Spirito riconobbe soprattutto il contributo di Rosmini «alla formazione e allo sviluppo dell'idealismo italiano», attribuendogli il merito di aver fatto «entrare Kant nel vivo del discorso della filosofia italiana».

### Il giudizio dei papi su Rosmini
Il cardinale Joseph Ratzinger, il 18 maggio 1985 (quando la questione rosminiana era ancora ben accesa), nell'ambito di una serata organizzata dal Centro Culturale di Lugano, disse:
«Nel confronto con le parole classiche della fede che sembrano così lontane da noi, anche il presente diventa più ricco di quanto sarebbe se rimanesse chiuso solo in se stesso. Vi sono naturalmente anche tra i teologi ortodossi molti spiriti poco illuminati e molti ripetitori di ciò che è già stato detto. Ma ciò succede ovunque; del resto la letteratura dozzinale è cresciuta in modo particolarmente rapido proprio là dove si è inneggiato più forte alla cosiddetta creatività. Io stesso per lungo tempo avevo l'impressione che i cosiddetti eretici fossero per una lettura più interessante dei teologi della chiesa, almeno nell'epoca moderna.
Ma se io ora guardo i grandi e fedeli maestri, da Mohler a Newman a Scheeben, da Rosmini a Guardini, o nel nostro tempo de Lubac, Congar, Balthasar - quanto più attuale è la loro parola rispetto a quella di coloro in cui è scomparso il soggetto comunitario della Chiesa.
In loro diventa chiaro anche qualcos'altro: il pluralismo non nasce dal fatto che uno lo cerca, ma proprio dal fatto che uno, con le sue forze e nel suo tempo, non vuole nient'altro che la verità. Per volerla davvero, si esige tuttavia anche che uno non faccia di se stesso il criterio, ma accetti il giudizio più grande, che è dato nella fede della Chiesa, come voce e via della verità.
Del resto io penso che vale la stessa regola anche per le nuove grandi correnti della teologia, che oggi sono ricercate: teologia africana, latinoamericana, asiatica, ecc. La grande teologia francese non è nata per il fatto che si voleva fare qualcosa di francese, ma perché non si presumeva di cercare nient'altro che la verità e di esprimerla più adeguatamente possibile.
E così questa teologia è diventata anche tanto francese quanto universale. La stessa cosa vale per la grande teologia italiana, tedesca, spagnola. Ciò vale sempre.
Solo l'assenza di questa intenzione esplicita è fruttuosa. E di fatto non abbiamo davvero raggiunto la cosa più importante se noi ci siamo convalidati da soli, ci siamo accreditati da soli e ci siamo costruiti un monumento per noi stessi.
Abbiamo veramente raggiunto la meta più importante se siamo giunti più vicino alla verità. Essa non è mai noiosa, mai uniforme, perché il nostro spirito non la contempla che in rifrazioni parziali; tuttavia essa è nello stesso tempo la forza che ci unisce. E solo il pluralismo, che è rivolto all'unità, è veramente grande.»

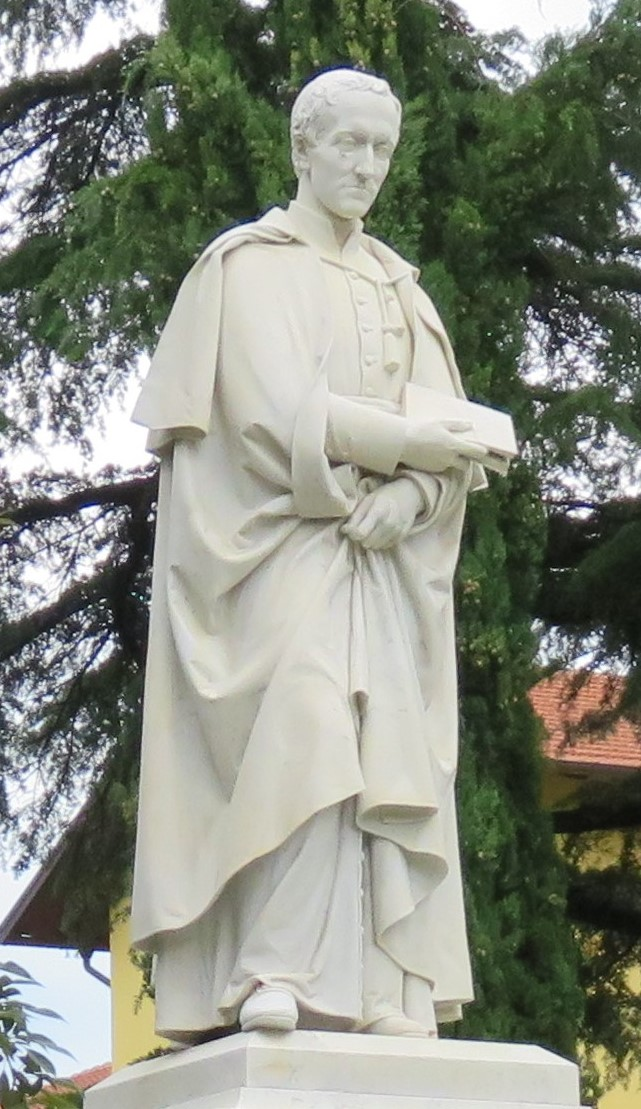
Monumento ad Antonio Rosmini, in Corso Rosmini, a Rovereto

Papa Pio VIII disse a Rosmini, in udienza il 15 maggio 1829:
Per influire utilmente sugli uomini, non rimane oggidì altro mezzo che quello di prenderli colla ragione, e per mezzo di questa condurli alla religione. Tenetevi certo, che voi potrete recare un vantaggio assai maggiore al prossimo occupandovi nello scrivere, che non esercitando qualunque altra opera del Sacro Ministero.»
Gregorio XVI, successore di Pio VIII, in risposta alla lettera che Antonio Rosmini gli aveva indirizzato il 10 gennaio 1832, il 27 marzo dello stesso anno gli scrisse:
Abbiamo volentieri e con animo lieto ricevuto la tua lettera con i sensi della tua devota sommissione a Noi e alla Sede Apostolica che ci hai mandato il 10 gennaio, in cui ci parli della pia Società, chiamata Istituto della Carità e che con le tue fatiche è stata fondata nel territorio della diocesi di Novara con l'approvazione del Vescovo. E soprattutto ci hai anche informato che il medesimo Istituto è stato da poco chiamato anche dal Vescovo di Trento nella sua diocesi e che qui molti ecclesiastici, di provate virtù, vi hanno aderito.
Per questi fatti davvero rendiamo il nostro umile grazie a Dio autore di ogni bene. E quantunque questo Istituto non sia stato ancora confermato dall'autorità di questa Santa Sede, tuttavia speriamo in bene di esso e ci allietiamo che lo stesso si dilati con il consenso dei nostri Venerabili Fratelli nell'Episcopato.
Quindi, per quanto riguarda le Sante Indulgenze connesse a questo istituto, che domandi siano concesse, ricevi diletto figlio il nostro Rescritto unito a questa lettera, da cui sicuramente comprenderai che rispondiamo positivamente alla tua richiesta.
Ti assicuriamo anche che ci è pervenuto il libro sopra i Principi della Dottrina Morale da te edito e mandatoci in omaggio e ti dichiariamo il grazie del nostro animo per il dono. Tuttavia per la tensione nelle gravissime fatiche del Governo Apostolico non abbiamo ancora letto lo stesso libro, ma siamo certamente persuasi che esso sia in tutto conforme alla più sana dottrina e utilissimo alla sua difesa.
Continua dunque, diletto figlio, lo studio e prosegui a spendere le tue fatiche ad onore di Dio per l'utilità della Chiesa; in Cielo sarà copiosa la ricompensa per la tua opera.
Frattanto la paterna carità con cui ti abbracciamo nell'umanità di Cristo sia pegno dell'apostolica benedizione, che sgorgante dall'intimo del cuore ti impartiamo.»
(Da Breve pontificio di Gregorio P.P.XVI, del 27 marzo 1832)
Pio IX rivolgendosi al Vescovo di Cremona, nel 1854 dopo il decreto Dimittantur opera omnia parlando di Rosmini disse:
Il papa Leone XIII, al tempo delle aspre e dolorose lotte che si svolgevano intorno al pensiero rosminiano sul finire del diciannovesimo secolo, in una lettera indirizzata agli arcivescovi di Milano, Torino e Vercelli, del 25 gennaio 1882, fra l'altro scrisse:

#### La condanna del Sant'Uffizio
Col decreto del Sant'Uffizio "Post Obitum" del 1887, firmato da Leone XIII, vennero condannate, in quanto "non conformi alla verità cattolica", 40 proposizioni contenute nelle opere del Rosmini, le quali la Sacra Congregazione romana "giudicò doversi riprovare, condannare e proscrivere, nel proprio senso dell'autore", chiarendo inoltre che non era lecito "a chicchessia di inferire, che le altre dottrine del medesimo Autore, che non vengono condannate per questo decreto, siano per veruna guisa approvate".

### La riabilitazione
Di particolare interesse fu la sua opera "Le cinque piaghe della santa Chiesa", scritta nel 1832 e pubblicata nel 1848, in cui Rosmini mostrava  di discostarsi dall'ortodossia dell'epoca. Per tale ragione l'opera era stata messa all'Indice sin dal 1849 e ne era scaturita una polemica nota col nome di "questione rosminiana".

L'opera fu riscoperta al Concilio Vaticano II. Il primo a parlare al Concilio di Rosmini fu il vescovo mons. Luigi Bettazzi, presente durante alcune sessioni in rappresentanza del cardinal Giacomo Lercaro di cui era Vicario generale.
Giovanni XXIII, negli ultimi anni della sua vita, meditò in ritiro spirituale le rosminiane "Massime di Perfezione Cristiana", assumendole come propria regola di condotta. Anche Paolo VI prestò interesse nel Rosmini.
Tuttavia fu con il pontificato di Giovanni Paolo II che il pensiero rosminiano ha potuto liberarsi delle aspre critiche e delle condanne che accompagnavano l'Istituto della Carità fin dai tempi della sua fondazione. Nella Lettera Enciclica Fides et ratio, Giovanni Paolo II ha annoverato Rosmini «tra i pensatori più recenti nei quali si realizza un fecondo incontro tra sapere filosofico e Parola di Dio». Ne ha inoltre concesso l'introduzione della causa di beatificazione, conclusasi nella sua fase diocesana novarese il 21 marzo 1998.
Nel 2001 Joseph Ratzinger, da prefetto della Congregazione per la Dottrina della Fede, emanò nel 2001 il famoso documento Nota ai Decreti dottrinali sul Rev.do sac. Antonio Rosmini Serbati. La nota si concludeva confermando la validità del decreto Post obitum sulle quaranta proposizioni, e allo stesso tempo con la riabilitazione di Rosmini:

Si possono attualmente considerare ormai superati i motivi di preoccupazione e di difficoltà dottrinali e prudenziali, che hanno determinato la promulgazione del Decreto Post obitum di condanna delle "Quaranta Proposizioni" tratte dalle opere di Antonio Rosmini. E ciò a motivo del fatto che il senso delle proposizioni, così inteso e condannato dal medesimo Decreto, non appartiene in realtà all'autentica posizione di Rosmini, ma a possibili conclusioni della lettura delle sue opere. Resta tuttavia affidata al dibattito teoretico la questione della plausibilità o meno del sistema rosminiano stesso, della sua consistenza speculativa e delle teorie o ipotesi filosofiche e teologiche in esso espresse.

Nello stesso tempo rimane la validità oggettiva del Decreto Post obitum in rapporto al dettato delle proposizioni condannate, per chi le legge, al di fuori del contesto di pensiero rosminiano, in un'ottica idealista, ontologista e con un significato contrario alla fede e alla dottrina cattolica.»
(Nota ai Decreti dottrinali sul Rev.do sac. Antonio Rosmini Serbati)
Il documento ribadisce la diversità di linguaggio e apparato concettuale del sistema rosminiano rispetto al tomismo, l'assenza di apparato critico nelle opere postume e la permanente "difficoltà oggettiva di interpretarne le categorie, soprattutto se lette nella prospettiva neotomista".
Il 1º giugno 2007, papa Benedetto XVI ha autorizzato la Congregazione delle Cause dei Santi a promulgare il Decreto sul miracolo della guarigione di Suor Ludovica Noè, attribuito all'intercessione di Antonio Rosmini.

### La beatificazione
Cronologia della causa di beatificazione
- 19 febbraio 1994. Nulla osta della Congregazione per la Dottrina della Fede che consente l'inizio della causa di beatificazione.
- 1º luglio 1997. Apertura del processo informativo diocesano dopo la nomina dei Censori teologi e delle commissioni storiche in Novara.
- 15 agosto 1997. Don Claudio Massimiliano Papa, I.C., diventa postulatore della Causa succedendo a padre Remo Bessero Belti, storico dell'Istituto e già Direttore del Centro Internazionale di Studi Rosminiani di Stresa.
- 21 marzo 1998. Chiusura del Processo informativo Diocesano.
- 26 marzo 1998. Consegna del Trasunto alla Congregazione per le cause dei Santi.
- 6 giugno 1998. Apertura del Trasunto.
- 15 gennaio 1999. Decreto di Validità del processo diocesano.
- 3 marzo 1999. Schema per la stesura della Positio.
- 2 dicembre 1999. Consegna del lavoro sul Post obitum curato dal Postulatore.
- 16 dicembre 1999. Il Relatore generale approva il lavoro sul Post obitum e il lumen oculorum tuorum
- 20 dicembre 1999. Consegna del lavoro sul Post obitum alla Congregazione per la Dottrina della Fede.
- 1º luglio 2001. Il giorno dell'anniversario della morte di Rosmini viene pubblicata sull'Osservatore Romano la Nota della Congregazione per la dottrina della fede sul valore dei decreti dottrinali concernenti il pensiero e le opere del Rev.do sacerdote Antonio Rosmini Serbati, a firma del cardinal Joseph Ratzinger e di mons. Tarcisio Bertone.
- 3 luglio 2001. Rilascio del Nihil obstare per la Causa di Beatificazione.
- 1º luglio 2002. Il Relatore approva e firma la Positio.
- 23 gennaio 2003. Conclusione della stampa e consegna alla Congregazione per le cause dei santi della Positio (4.693 pagine).
- 26 maggio 2004. Consegna del Trasunto super miro alla Congregazione per le cause dei santi.
- 29 maggio 2004. Validità dell'inquisizione diocesana sul processo super miro.
- 28 giugno 2004. Presentazione fattispecie super miro.
- 12 ottobre 2004. Revisa della fattispecie con firma del sotto-segretario.
- 28 ottobre 2004. Relatio et vota del Congresso Storico (con esito positivo).
- 3 febbraio 2005. Relatio et vota del Congresso teologico super virtutibus (con esito positivo).
- 6 giugno 2006. Ordinaria della Congregazione per le cause dei santi: esito affermativo. Ponente della Causa Mons. Rino Fisichella.
- 26 giugno 2006. Papa Benedetto XVI autorizza la Congregazione per le Cause dei Santi a promulgare il decreto di esercizio eroico delle virtù.
- 12 ottobre 2006. La Consulta medica della Congregazione per le Cause dai Santi, si esprime con esito affermativo (all'unanimità 5 su 5) circa l'inspiegabilità scientifica dell'evento di guarigione avvenuto a Sr. Ludovica Noè. Il presunto evento miracoloso è avvenuto il 6 gennaio 1927.
- 19 dicembre 2006. Al termine del dibattito, i Consultori si sono unanimemente espressi con voto affermativo (7 su 7), ravvisando nella guarigione in esame un miracolo operato da Dio per intercessione del Ven. Antonio Rosmini.
- 1º giugno 2007. Papa Benedetto XVI autorizza la pubblicazione da parte della Congregazione per le Cause dei Santi del riconoscimento delle virtù eroiche di Rosmini.
- 18 novembre 2007. Nella diocesi di Novara si celebra la cerimonia di Beatificazione dando lettura del decreto di Benedetto XVI che iscrive Rosmini tra i Beati.

La cerimonia di beatificazione
La cerimonia di beatificazione è avvenuta il 18 novembre 2007 nella città di Novara: la celebrazione è stata officiata dal cardinale José Saraiva Martins, allora prefetto della congregazione per le Cause dei Santi.
Rosmini è il primo beato della Provincia del Verbano Cusio Ossola.
In occasione della beatificazione sono stati moltissimi i quotidiani e periodici italiani e esteri che hanno dedicato articoli, pagine e interi numeri alla figura di Rosmini.